# Giuseppe Bordonzotti
Giuseppe Bordonzotti (Croglio, 3 novembre 1877 – Lugano, 17 aprile 1932) è stato un architetto svizzero-italiano.

## Biografia
Nasce a Madonna del Piano, frazione di Croglio, figlio di Serafino. Nel 1894 a Milano ottiene il diploma di capomastro. Nel 1899 si diploma al Politecnico federale di Zurigo. Apre uno studio in Canton Ticino e realizza diverse opere in tutto il cantone insieme all'architetto Bernardo Ramelli. Nel 1909 realizza la facciata della chiesa conventuale della Santissima Trinità a Lugano.
Nel 1918 realizza la facciata della chiesa di Sant'Antonio Abate a Lugano.